# Великие узкоколейки Уэльса
Великие узкоколейки Уэльса (англ.: Great little trains of Wales — Великие малые поезда Уэльса) — маркетинговая схема, созданная в 1970 году и призванная рекламировать узкоколейные исторические железные дороги, проходящие по территории Уэльса. Схема позволяет пассажирам получать скидки по дисконтным картам, действительным 12 месяцев со дня первой поездки. На 2011 г. по названной схеме работают 10 железных дорог:
| Название железной дороги                     | Изображение | Ширина колеи                 | Расположение  |
| -------------------------------------------- | ----------- | ---------------------------- | ------------- |
| Bala Lake Railway                            |             | 2 фута (610 мм)              | Лланиухллин   |
| Бреконская горная железная дорога            |             | 1 фута 11 3⁄4 дюйма (603 мм) | Мертир-Тидвил |
| Фестиниогская железная дорога                |             | 1 фут 11 1⁄2 дюйма (597 мм)  | Портмадог     |
| Приозёрная железная дорога Лланбериса        |             | 1 фута 11 3⁄4 дюйма (603 мм) | Лланберис     |
| Сноудонская горная железная дорога           |             | 2 фута 7 1⁄2 дюйма (800 мм)  | Лланберис     |
| Талиллинская железная дорога                 |             | 2 фута 3 дюйма (686 мм)      | Тиуин         |
| Vale of Rheidol Railway                      |             | 1 фута 11 3⁄4 дюйма (603 mm) | Аберистуит    |
| Валлийская нагорная железная дорога          |             | 1 фут 11 1⁄2 дюйма (597 мм)  | Портмадог     |
| Валлийская нагорная музейная железная дорога |             | 1 фут 11 1⁄2 дюйма (597 мм)  | Портмадог     |
| Welshpool and Llanfair Light Railway         |             | 2 фута 6 дюймов (762 мм)     | Уэлшпул       |